# Luís Forjaz Trigueiros
Luís Augusto de Sampaio Forjaz de Ricaldes Trigueiros (Lisboa, 15 de abril de 1915 – Lisboa, 16 de setembro de 2000) foi um jornalista, ficcionista, ensaísta e crítico literário e teatral.

## Biografia
Luís Augusto de Sampaio Forjaz de Ricaldes Trigueiros nasceu e morreu em Lisboa. Estreou-se na ficção em 1936, com Caminho Sem Luz, que obteve o Prémio Fialho de Almeida, e na actividade jornalística em 1931, no Notícias de Alcobaça. Colaborou, entre outros, no Bandarra, de que foi um dos fundadores, no Diário Popular, desde a fundação, em 1943, tendo sido seu director de 1946 a 1953, e no Diário de Notícias (1954–1974). Foi membro do Conselho Fiscal da Editora Bertrand de 1948 a 1951, data em que passou a administrador (até 1974) e director da Editora Nova Fronteira (Rio de Janeiro, 1975–1978). Dirigiu o Centro de Estudos Brasileiros do Instituto Superior de Ciências Sociais e Políticas e foi agraciado com diversas condecorações.
Era filho do destacado jornalista e escritor Luís Dantas Ricaldes da Silva Rodrigues Trigueiros e da sua 3.ª mulher D. Maria Augusta Álvares Pereira Forjaz de Sampaio (n. 1888), escritora, nascida a 20-VI-1888 na freguesia de Santa Isabel em Lisboa, filha de Augusto Eugénio Duarte Pereira Forjaz de Sampaio (1864–1922), nascido a 29-XII-1864 em Oeiras, falecido a 15-XI-1922 em Lisboa, fidalgo cavaleiro da Casa Real (1902), cavaleiro da Ordem de Nª. Sra. da Conceição (1901), escritor e funcionário público.
Estreou-se na ficção em 1936, com Caminho Sem Luz, que obteve o prémio Fialho de Almeida, e, na actividade jornalística, em 1931, no Notícias de Alcobaça.
Colaborou, entre outros, na Tempo Presente, revista portuguesa de cultura e na Atlântico: revista luso-brasileira, no Bandarra, de que foi um dos fundadores, no Diário Popular, desde a sua fundação, em 1943, tendo sido seu director de 1946 a 1953, e no Diário de Notícias (1954-1974).
Foi membro do Conselho Fiscal da Editora Bertrand de 1948 a 1951, data em que passou a administrador (até 1974) e director da Editora Nova Fronteira (Rio de Janeiro, 1975-1978)
Sucessivamente membro do Conselho Fiscal e do Conselho de Administração da TAP
Dirigiu o Centro de Estudos Brasileiros do Instituto Superior de Ciências Sociais e Políticas
Quando membro da Academia das Ciências de Lisboa publicou cerca de 20 obras

## Homenagens
- Grau de Comendador da Ordem Militar de Sant'Iago da Espada (30 de junho de 1971)[8]
- Cavaleiro da Legião de Honra
- Oficial da Ordem O Sol do Perú
- Comendador da Ordem de Leopoldo
- Oficial do Cruzeiro do Sul no Brasil[3]

## Obras
Entre muitas outras, é autor das seguintes obras:
- Caminho sem luz (1936), contos
- Capital do espírito (1939), ensaios
- Ainda Há Estrelas no céu (1942), contos
- Pátio das Comédias (1947), crítica teatral
- Perspectivas (1961), ensaios
- Ventos e marés (1967), crónicas
- Novas Perspectivas (1969), ensaios
- Monólogo em Éfeso (1972), crónicas
- O Carro do Feno (1974), Contos e Novelas[9]